# Копырина, Гульнара Шахисламовна
Гульнара Шахисламовна Копырина (род. 6 мая 1973 года, Кемеровская область, Прокопьевск) — российская шашистка, КМС.

## Биография
Родилась в семье известного кузбасского шашиста Шахислама Денисламова. В память о нём проводятся турниры.

## Спортивные достижения
Является бронзовым призёром командного чемпионата России по международным шашкам 2012 года в классической, быстрой и блиц программах в составе сборной Кемеровской области.